# Holden Adventra
Holden Adventra är en crossover, tillverkad av den australiensiska biltillverkaren Holden mellan 2003 och 2006.

## VY/VZ Adventra
Holden Adventra var en fyrhjulsdriven version av Commodore-kombin. Likt konkurrenterna hade den en lite ”tuffare” stil, med markerade skärmbreddare, högre markfrigång och ett fast monterat takräcke.

### VY
VY Adventra introducerades i september 2003. VY-serien såldes endast med V8-motor.

### VZ
VZ Adventra introducerades i augusti 2004. Från februari 2005 såldes bilen även med en modern V6:a, med överliggande kamaxlar och fyra ventiler per cylinder. Den mindre motorn tog över huvuddelen av försäjlningen och tillverkningen av V8-versionen lades ned i slutet av året.
Försäljningen av Adventran kom dock aldrig upp i de nivåer Holden räknat med och under 2006 ersattes modellen av den mindre Captiva, tillverkad av sydkoreanska GM Daewoo

### Motor
| Modell | Motor              | Cylindervolym | Effekt | Bränslesystem      |
| ------ | ------------------ | ------------- | ------ | ------------------ |
| VZ     | 6-cyl V-motor DOHC | 3565 cm³      | 258 hk | Bränsleinsprutning |
| VY, VZ | 8-cyl V-motor ohv  | 5667 cm³      | 306 hk | Bränsleinsprutning |